# Cantó de Lurcy-Lévis
El cantó de Lurcy-Lévis és un cantó francès del departament de l'Alier, situat al districte de Molins. Té 9 municipis i el cap és Lurcy-Lévis.

## Municipis
- Château-sur-Allier
- Couleuvre
- Couzon
- Limoise
- Lurcy-Lévis
- Neure
- Pouzy-Mésangy
- Saint-Léopardin-d'Augy
- Le Veurdre

## Història
| Data d'elecció                           | Identitat        | Partit                        | Qualitat |
| ---------------------------------------- | ---------------- | ----------------------------- | -------- |
| 1945-1951                                | Albert Milavaud  | PCF                           |          |
| 1951-1964                                | Julien Dumont    | radical independent           |          |
| 1964-1982                                | Julien Dumont    | PCF                           |          |
| 1982-1988                                | Michel Tissier   | RPR                           |          |
| 1988-2001                                | Roger Friaud     | PCF                           |          |
| 2001-2008                                | Jacques Bourdier | Unió Republicana del Borbonès |          |
| 2008-                                    | Nicolas Thollet  | PCF                           |          |
| les dades anteriors no són pas conegudes |                  |                               |          |
|                                          |                  |                               |          |

## Demografia
| 1962  | 1968  | 1975  | 1982  | 1990  | 1999  | 2007  |
| ----- | ----- | ----- | ----- | ----- | ----- | ----- |
| 6.240 | 6.530 | 5.806 | 5.459 | 4.971 | 4.843 | 4.843 |